# Logan Lerman
Logan Wade Lerman (Beverly Hills (California), 19 januari 1992) is een Amerikaans acteur, vooral bekend om zijn hoofdrol in Percy Jackson & the Olympians: The Lightning Thief, een fantasy-avonturenverhaal gebaseerd op het gelijknamige boek van Rick Riordan. 
In de loop van de jaren negentig begon Lerman te verschijnen in televisiereclamespots. Later verscheen hij in televisiefilms en andere producties, waaronder in The Patriot en Jack & Bobby (2004-2005). Voor zijn rol in Percy Jackson verscheen hij ook nog in The Butterfly Effect (2004), Hoot (2006), The Number 23, Meet Bill, Gamer, My One and Only en The Perks of Being a Wallflower.  

## Carrière
Lerman komt uit een joods gezin. Al op jonge leeftijd wilde hij acteur worden. Hij maakte zijn filmdebuut in 2000, in de kaskraker The Patriot. Na nog enkele bijrollen in bekende films te hebben bijgedragen, kreeg Lerman in 2003 een hoofdrol in A Painted House en in Gamer (2009). Hiervoor kreeg Lerman een Young Artist Award.
Lerman was van 2004 tot en met 2005 te zien in de kortdurende televisieserie Jack & Bobby. Hiervoor won Lerman opnieuw een Young Artist Award.
In de film 'Bill' had Logan ook een bijrol als 'The kid', waardoor zijn bekendheid iets is gaan stijgen.
In Percy Jackson & the Olympians: The Lightning Thief speelt hij de rol van Percy Jackson. De film verscheen in februari 2010 in de bioscopen en maakte veel succes. In 2011 speelde hij d'Artagnan in The Three Musketeers.